# Hexatoma biguttipennis
Hexatoma biguttipennis är en tvåvingeart som först beskrevs av Edwards 1932.  Hexatoma biguttipennis ingår i släktet Hexatoma och familjen småharkrankar. Inga underarter finns listade i Catalogue of Life.